# Igreja Católica na Nigéria
A Igreja Católica na Nigéria é parte da Igreja Católica universal, em comunhão com a liderança espiritual do Papa, em Roma, e da Santa Sé. Atualmente encontra-se dividida em duas linhas religiosas: os muçulmanos habitam o norte, e os cristãos o sul e oeste. Entre as muitas tribos da região, os ibos são predominantemente católicos. Frequentemente ocorrem violentos ataques de muçulmanos contra os cristãos. Em sua visita ao país, no ano 1998, o Papa São João Paulo II descreveu o povo nigeriano como entusiasmado, fervoroso e fiel. Não há estatísticas oficiais sobre a filiação religiosa, devido à sensibilidade do tema na sociedade. Tanto os cristãos, quanto os muçulmanos alegam constituir a maioria no país. Fontes como a Religious Futures, do Instituto Pew Research, citam que a parcela de católicos seria de cerca de 11%, enquanto que fontes do Vaticano alegam que este número seria de 20%. Este dado foi divulgado na Visita ad limina apostolorum dos bispos nigerianos a Roma em 2021, quando também foi divulgado que cerca de 90% dos católicos do país frequentam as missas dominicais semanalmente.
A Nigéria é o país em que se formou o grupo jihadista Boko Haram, no ano 2002, inicialmente como uma seita, e em 2009 como grupo terrorista. A opressão muçulmana se tornou o tipo de perseguição mais dominante na Nigéria, sendo que em boa parte das vezes essa violência é instigada pelo Boko Haram. O grupo tem realizado uma campanha sistemática contra o Estado nigeriano, alvejando especificamente cristãos de diferentes denominações em suas ideologias, retóricas e ações com a intenção de estabelecer um Estado islâmico. A organização terrorista também se encontra ativa em países vizinhos atualmente, como Camarões, Chade e Níger. Vale lembrar que os católicos não são os únicos alvos de terroristas muçulmanos no país; as igrejas protestantes também são vítimas das atrocidades islâmicas. Até mesmo a mídia secular admite a situação de perigo que a população cristã da Nigéria enfrenta, e que este é um dos locais mais perigoso para este grupo religioso. Durante o ano de 2018, a Nigéria sozinha foi responsável por 90% das mortes dos cristãos relativas à fé no mundo. Entre os anos de 2013 e 2018, 11.500 cristãos morreram como mártires da fé no país, 2.000 igrejas foram destruídas e 4 milhões de cristãos tiveram de deixar sua região de moradia por conta da violência. A organização nigeriana Sociedade Internacional das Liberdades Cívicas e do Estado de Direito divulgou que nos 200 primeiros dias de 2021, 3,4 mil cristãos foram mortos no país simplesmente pela fé que praticam, o que resulta numa média de 17 cristãos mortos por dia. Sacerdotes católicos e pastores protestantes somam dez mortos no período, os sequestros cristãos somaram 2.980 pessoas, além de 300 casos de igrejas ameaçadas, atacadas ou incendiadas. A organização Portas Abertas calculou que o número de mortos neste período do relatório é praticamente igual ao ano inteiro de 2020, quando foram mortos 3.530 cristãos apenas em decorrência de sua fé. Pelo sexto ano consecutivo, a Nigéria liderou os países onde mais pessoas foram mortas por sua fé. O triste recorde nos números de assassinatos de cristãos na Nigéria em decorrência da perseguição religiosa proposital foi atingido em 2014, com mais de 5 mil casos, sendo 2021 já no segundo lugar.

## História
Ainda sendo parte do Império Songai, a costa nigeriana foi visitada por comerciantes portugueses que trouxeram o cristianismo no século XV. Ainda que a área costeira foi confiada aos capuchinhos no século XVII, a evangelização sistemática não começou até 1840, quando missionários protestantes e católicos apareceram ao longo da costa. Em 1842, a Nigéria tornou-se parte do vasto Vicariato Apostólico das Duas Guinés, mas foi transferida para o Gabão em 1863. Padres da Sociedade das Missões Africanas (SMA) chegaram paralelamente ao domínio britânico em 1861. Prefeituras apostólicas foram erigidas para o Alto Níger (1884) e o Baixo Níger (1889), depois que o país foi brevemente dividido em dois protetorados, os padres espiritanos (CSSP) compartilharam o trabalho missionário com a SMA.

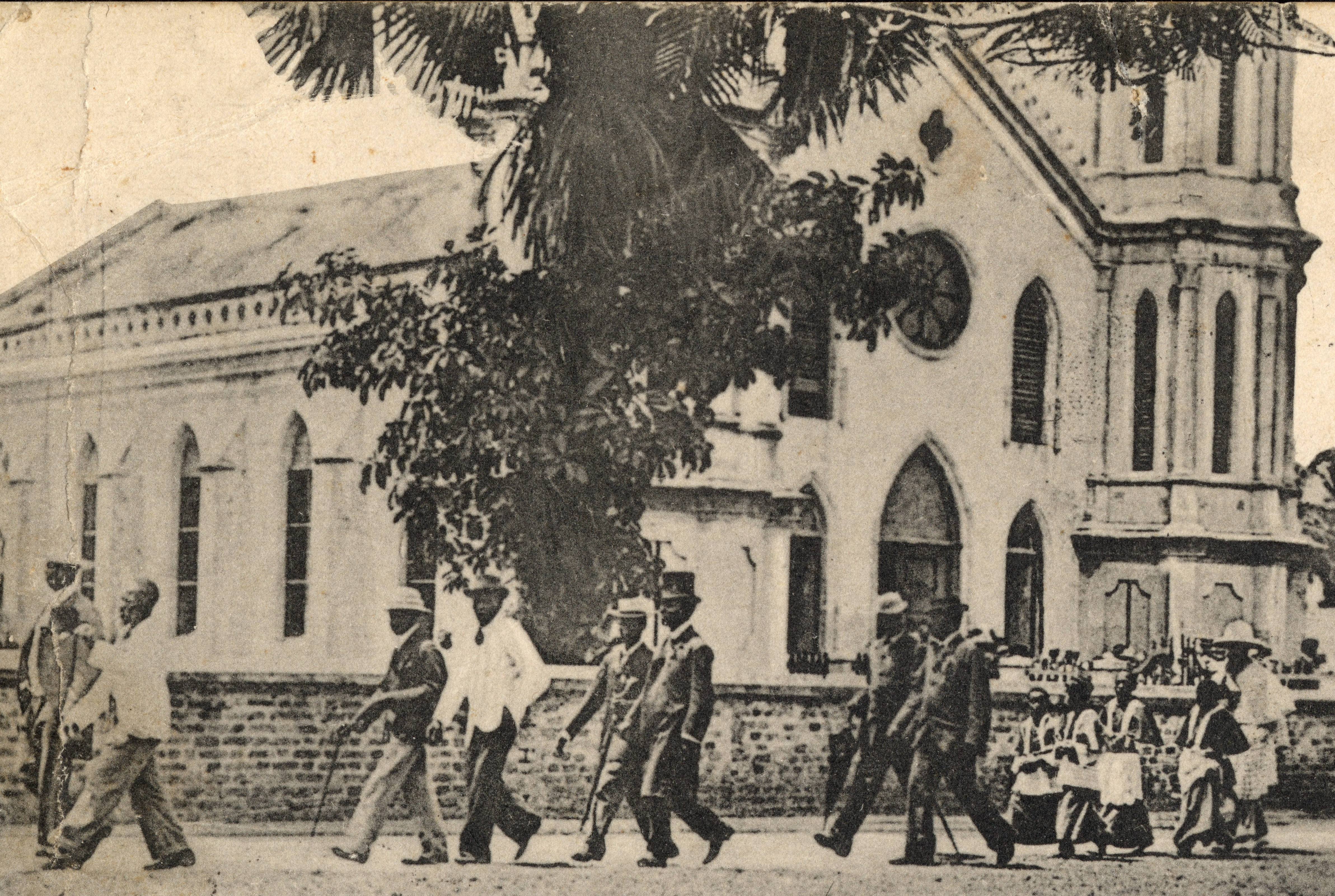
Igreja católica em Lagos. Foto tirada por volta de 1917

A Prefeitura da Nigéria Oriental é criada em 1911 para missões mais desafiadoras no norte islâmico. Em 1914, a região recebeu o status de uma única colônia, e em 1950 a hierarquia eclesiástica é estabelecida com duas províncias. A Nigéria obteve sua independência em 1º de outubro de 1960; No mesmo ano, uma delegação apostólica para seis países do centro-oeste africano foi criada e sediada em Lagos, até então capital nigeriana.
Em 1967, a região leste de Biafra se separou da Nigéria, levando o país a uma guerra civil que durou aproximadamente três anos. Em 1993, o país passa a ser governado pelo general Sani Abacha, que prometeu uma transição ao domínio civil, porém, sem cumprir sua promessa, seu regime continuou recebendo acusações de corrupção e violações aos direitos humanos, e prisão de muitos nigerianos por acusações de insurreição. Isso levou os bispos nigerianos a se manifestarem a favor da democracia e denunciar a crescente violência. Durante uma visita do Papa João Paulo II em março de 1998, foi abordado o assunto do regime de Abacha, em que o Papa denotou que  "(não há) lugar para intimidação e opressão dos pobres e fracos, para exclusão arbitrária de indivíduos e grupos da vida política, e pelo abuso de poder e autoridade ". A visita do Pontífice foi precedida por repressão do governo a manifestantes.

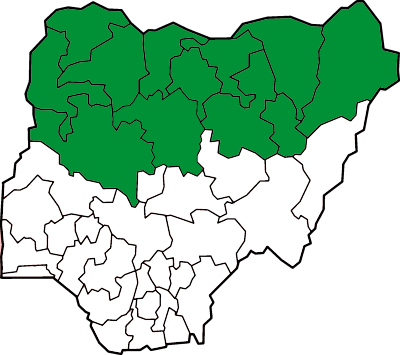
Os estados da Nigéria que atualmente aplicam a Sharia estão marcados em verde

Em 1999, foram realizadas eleições presidenciais e parlamentares, após a adoção de uma nova constituição baseada nas leis islâmica, inglesa e tribal. O presidente recém-eleito Olusegun Obasanjo, cristão, enfrentou numerosos problemas econômicos, entre os quais diversificando a economia de uma país dependente das exportações de petróleo e modernizando a indústria agrícola do país. Também foram preocupantes as contínuas explosões de tensões étnicas, como a violência entre os ijós e itsequiris no estado do Delta, rico em petróleo.
Embora o governo não tenha adotado uma religião oficial, permitiu que os estados promulgassem a adoção da lei islâmica da xaria, como quisessem. Sob a estrita imposição de tais leis, o álcool foi proibido, apenas pessoas com barba receberiam contratos do governo, o Islã se tornou um assunto obrigatório nas escolas públicas e homens e mulheres não podiam viajar juntos em transporte público. As violações da lei acarretavam punições severas, como apedrejamento público e amputação. Nos anos 90, isso levou vários estados do norte — entre eles Cano, Níger, Socoto e Zanfara — a se tornarem o que os críticos denominaram ser estados islâmicos de fato, pois os governos estaduais passaram até mesmo a financiar a construção de mesquitas e apoiaram abertamente apenas a fé islâmica. A adoção do islã por esses estados gerou entusiasmo dos muçulmanos e queixas dos cristãos, que culminaram em confrontos violentos e ceifaram milhares de vidas de ambos os lados.

## Atualmente
Em 2000, a Nigéria tinha 1.528 paróquias, atendidas por 2.494 padres diocesanos e 640 padres religiosos. Havia também, 428 irmãos e 2.968 irmãs dedicadas aos esforços humanitários e à operação das 2.870 escolas primárias e 244 secundárias do país. Nesse período, além dos contínuos conflitos religiosos nos estados do norte, a atenção da Igreja foi direcionada para o crescente número de mortos em decorrência da propagação da AIDS, bem como em lutar contra os esforços do governo para legalizar o aborto durante a revisão constitucional de 2002.

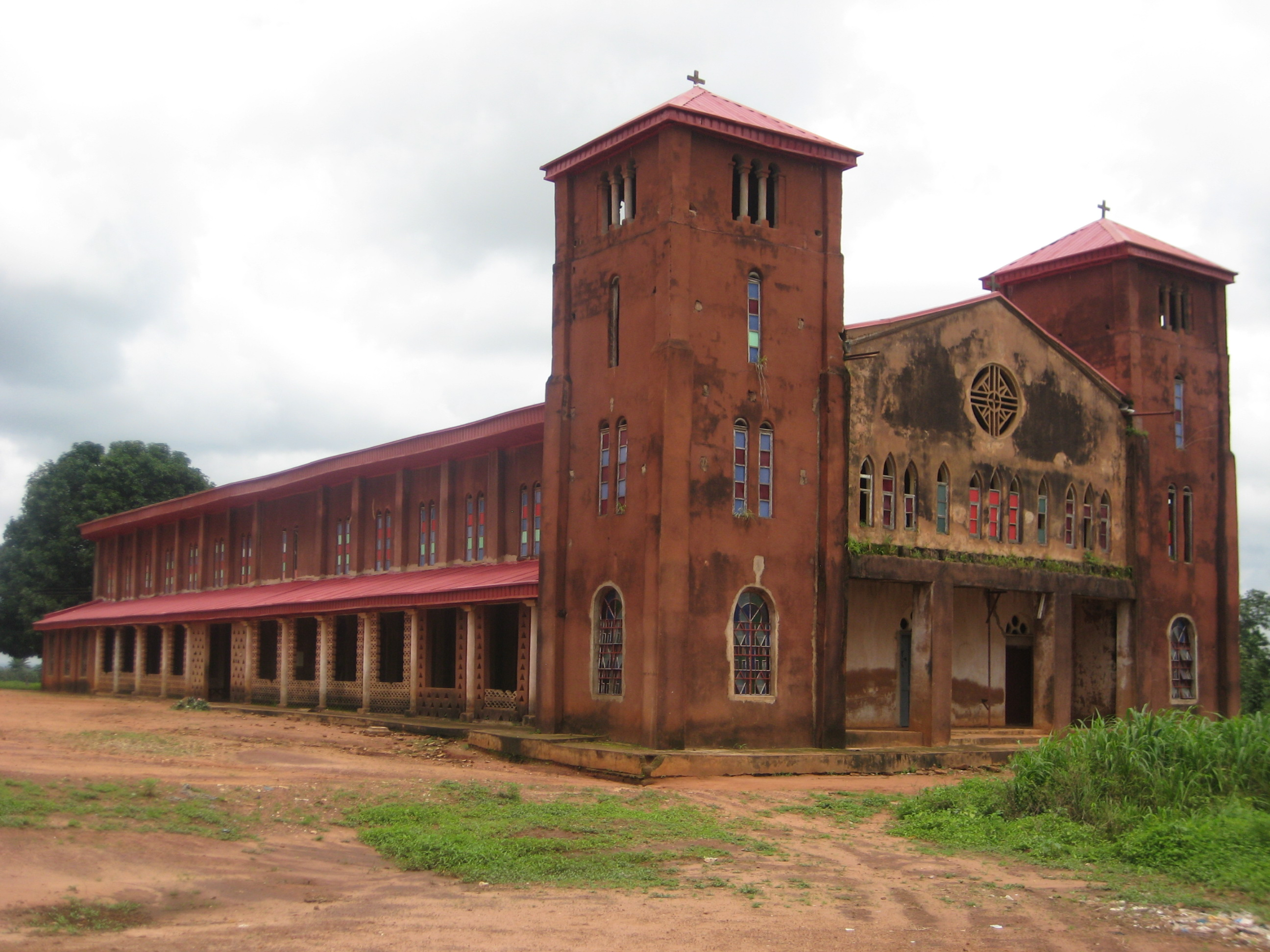
Paróquia Santa Cruz, em Umulokpa

No início de 2000, o norte da Nigéria foi devastado pela violência étnica, enquanto os governos estaduais tentavam expandir a xaria para o estado de Kaduna, que possuía uma população cristã significativa. Igrejas e mesquitas foram destruídas, enquanto milhares de pessoas morreram em tumultos dispersos, levando o governo a restringir algumas atividades religiosas. Em fevereiro de 2000, o presidente Obasanjo e os líderes muçulmanos do norte da Nigéria concordaram que a imposição da lei muçulmana deveria ser encerrada. No entanto, as tensões continuaram a existir, resultando em surtos violentos de extremistas religiosos. Em Kaduna, foi relatado em maio de 2000 que vinham sendo oferecidas recompensas em troca das cabeças de todos os padres católicos. O relatório foi divulgado logo após um padre em Kaduna ser brutalmente assassinado por uma multidão muçulmana. Como os estados do norte continuaram a responder à vontade dos extremistas e adotaram o código criminal da Sharia, os bispos aumentaram seus apelos ao governo para proteger os direitos dos não-muçulmanos. "É perigoso presumir que tudo está bem simplesmente porque não estão mais queimando casas ou nos matando", observou o arcebispo de Abuja, Onaiyekan. "Ninguém deve esperar que uma situação de flagrante injustiça continue ocorrendo indefinidamente, sem consequências".
O aumento da violência no território nigeriano vem ocorrendo desde 2009, quando o Boko Haram iniciou uma série de ataques terroristas contra diferentes alvos, incluindo grupos religiosos, políticos e contra civis. O objetivo é transformar o país em um Estado Islâmico regido pela sharia. A crise também se agravou devido ao envolvimento de pastores de gado da etnia fulani, que são predominantemente muçulmanos, que muitas vezes se chocaram com os agricultores cristãos por causa das terras de pastagem. Em muitos dos ataques, os sobreviventes relatam que os fulani gritam típicas expressões muçulmanas, como "Allah u Akbar", "destruam os infiéis" e "exterminem os infiéis". Ataques também têm sido realizados contra agricultores cristãos por pastores de gado muçulmanos dos fulas, já totalizam milhares de mortos desde 2010. É importante denotar que neste conflito a questão central é a terra, embora as questões religiosas e culturais também estejam intimamente ligadas. Um deles, ocorrido em 17 de fevereiro de 2018, matou cerca de 120 agricultores cristãos. A guerra causada pelo Boko Haram no nordeste do país e nos vizinhos somavam mais de 20.000 mortes (entre 2009 e 2018); 2,6 milhões de refugiados; milhões de pessoas dependentes de ajuda humanitária; milhares de mulheres e jovens raptados, escravizados ou recrutados à força como soldados e para realizarem atos terroristas.
Em 25 de dezembro de 2011 foi realizado um ataque próximo a uma igreja enquanto ocorria uma missa de Natal em Madalla, nos arredores da capital, matando ao menos 27 pessoas e deixando centenas de feridos. Concomitantemente, uma segunda explosão foi registrada em Jos, perto de outra igreja católica, e resultando na morte de um policial. No dia 28 de outubro de 2012 um carro-bomba explodiu durante uma missa  celebrada em uma igreja de Kaduna; além disso, duas pessoas invadiram a igreja, gerando um saldo de pelo menos oito mortos e 145 feridos. Um dos invasores acabou queimado vivo por uma multidão de cristãos que acabaram se revoltando com a gravidade do ataque perpetrado pelos terroristas. A ação mais notória do grupo ocorreu em abril de 2014, quando o Boko Haram sequestrou cerca de 276 mulheres entre 16 e 18 anos. Segundo relatos de algumas das que conseguiram escapar, os militantes utilizavam-nas como escravas sexuais e vendiam-nas para membros da organização a um preço médio de 12 dólares. Indícios posteriores também afirmaram que boa parte delas foi utilizada em combates.

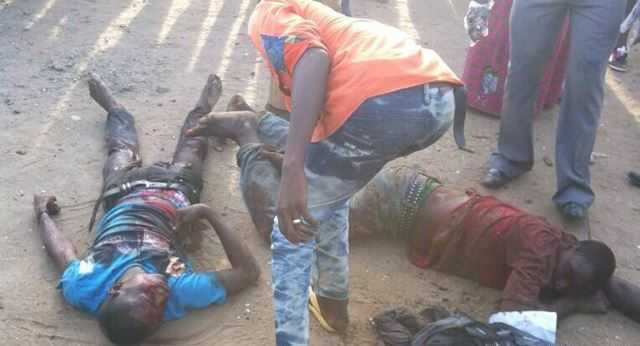
Vítimas de atentados terroristas do Boko Haram

Em 6 de agosto de 2017, um ataque executado por homens armados durante uma Missa na Paróquia São Filipe, em Ozubulu, no estado de Anambra, no sul, deixou cerca de 50 mortos. Durante o ataque, os jovens extremistas gritavam que as sextas-feiras eram dias de oração para os muçulmanos e que os cristãos tinham direito ao culto apenas aos domingos. O segurança contratado pela igreja e um seminarista foram brutalmente espancados. Apesar dos esforços do governo para conter o avanço dos terroristas, em 2017, por exemplo, a BBC reportou 150 ataques, o que representa 23 a mais do que em 2016. O Presidente Buhari não disponibilizou suficientes recursos para pôr fim a essas atrocidades e parar seus responsáveis. A incapacidade de repor a estabilidade pode levar a mais fome e deslocamentos. Fontes católicas afirmam que é comum ver igrejas e edifícios eclesiásticos abandonados, alguns até profanados e queimados, especialmente nas dioceses de Yola e de de Maiduguri.
| “ | As igrejas estão abandonadas. Os católicos na Nigéria são conhecidos por ser uma comunidade cheia de energia e entusiasmo na Igreja, mas isso já não é assim. [...]. Hoje, se organizam e se encontram em lugares totalmente indefinidos para saciar sua sede de orações comunitárias. Eles não vão mais aos seus locais de culto, porque sabem que podem morrer se o fizerem. [...]. As pessoas professam sua fé com orgulho. Poderia se imaginar que os ataques que têm como alvo os religiosos os espantaria, mas não. Os sacerdotes e seminaristas que estão dando a sua vida pela fé são a motivação mais forte para o povo aqui. Cada vez mais pessoas estão dispostas a morrer para defender a própria fé. | ” |
|   | — Doris Mbaezue, porta-voz da Cáritas Nigéria. |   |

Em 2018 homens armados mataram dois padres e 17 paroquianos durante uma missa no estado de Benue. Em 24 de abril, houve um ataque à Paróquia Santo Inácio, na aldeia de Mbalom, no estado de Benue. De acordo com sobreviventes, a violência ocorreu no início da primeira Missa das 5h30 da manhã, quando muitos paroquianos se juntavam para o serviço religioso. Homens armados entraram no templo e abriram fogo contra os fiéis. As pessoas entraram em pânico e tentaram fugir. Dezenove pessoas, incluindo os celebrantes, o padre Joseph Gor e o padre Felix Tyloha, foram mortos. Muitos outros ficaram feridos. O padre Patrick Alumuku, responsável pela pastoral da comunicação na Arquidiocese de Abuja, afirmou: "Vi a página de Facebook de um dos sacerdotes que morreram. Alguns meses atrás escreveu: ‘Tenho muito medo, vivo no medo. Os fulas estão nos circundando, trazem seu rebanho ao redor do território da minha igreja e não sei o que fazer’. E foi morto". No mesmo dia, pelo menos 35 pessoas foram mortas na aldeia de Tse Umenger, em Mbadwem Council Ward, também no estado de Benue, e, segundo testemunhas, o massacre foi cometido por pelo menos 50 nômades armados que invadiram a aldeia por volta das 7 horas da manhã. Também em abril de 2018, membros dos fulas mataram 39 pessoas tives, e destruíram 15 casas de sua aldeia. Em maio de 2018, terroristas suspeitos de ligação com os fulas atacaram um seminário católico. Os atiradores tentaram tirar a vida de dois sacerdotes e alguns seminaristas no Seminário Menor do Sagrado Coração, em Jalingo, capital do estado de Taraba. Eles espancaram os sacerdotes com porretes, atirando na perna de um deles e causaram danos em um automóvel e em outra propriedade. As aulas do seminário foram interrompidas por uma semana, apesar de nada grave ter ocorrido.
Diante do agravamento do estado de caos que a Nigéria vive, após os massacres, a Conferência dos Bispos Católicos da Nigéria apelou à renúncia do Presidente Muhammadu Buhari. "É tempo de o presidente escolher o caminho da honra e considerar sair para salvar o país do colapso total", dizia a nota. Os bispos escreveram: "Os seus gritos [dos dois padres mortos no ataque de abril] desesperados por segurança e ajuda não foram ouvidos por aqueles que os deveriam ter ouvido", queixaram-se os bispos. "Eles podiam ter fugido, mas foram fiéis à sua vocação e permaneceram, para continuarem a servir o povo até à morte". Os bispos acusaram o governo federal e as suas forças de segurança de terem falhado, fechando os olhos aos gritos de cidadãos indefesos e desarmados. A declaração dos bispos expressava o seu choque:
| “ | Estas almas inocentes encontraram a sua morte derradeira nas mãos de uma gangue perversa e desumana de terroristas violentos e homicidas que transformaram as vastas terras do Cinturão Central e de outras partes da Nigéria em um enorme cemitério. | ” |
|   | — Declaração dos bispos da Conferência Episcopal da Nigéria. |   |

Também vêm ocorrendo diversos casos de sequestros de padres: o padre Theophilus Ndulue foi sequestrado por um grupo de homens armados e encapuzados, no dia 15 de novembro de 2019. Duas semanas antes, ocorria outro sequestro, o do padre Arinze Madu. Ambos os casos foram no Estado de Enugu. Se somados, já há oito casos de sacerdotes católicos sequestrados em menos de 8 meses na Nigéria. Desses, dois foram mortos. No dia 18 de junho, o padre Isaac Agubi foi libertado pela polícia, com a ajuda de caçadores locais para encontrar o esconderijo dos sequestradores. Um dos sequestradores foi ferido durante uma troca de tiros com a polícia e foi preso. Nesse mesmo ano, em setembro, centenas de padres da Diocese de Enugu fizeram um protesto contra o sequestro de membros do clero, e pela morte do padre Paul Offu por fazendeiros fulani.
Com a pandemia de COVID-19, algumas dioceses nigerianas suspenderam as missas com a presença dos fiéis, ainda que, a suspensão não tenha ocorrido a nível nacional. Em um encontro de cúpula entre uma delegação da Conferência Episcopal da Nigéria e o secretário do Governo Federal, Gidahyelda Mustapha, realizado em Abuja no dia 8 de abril de 2020, Dom Inácio Ayau Kaigama, os bispos católicos nigerianos concederam ao Comitê Presidencial da força-tarefa "total acesso aos 435 hospitais e clínicas católicas na Nigéria". A decisão foi tomada "em solidariedade com o povo e com as autoridades nacionais". O arcebispo Kaigama também afirmou que "A Igreja Católica tem os hospitais, a experiência e a capacidade de enfrentar uma mobilização nacional que é uma expressão de solidariedade com aqueles que se sentem ameaçados pelo vírus". Por sua vez, o secretário Mustapha agradeceu aos bispos pela disponibilização das unidades de saúde e exortou a Igreja "a contribuir na difusão das normas de higiene pessoal e no respeito às diretrizes anticontágio estabelecidas pelo governo", além de que o Comitê Presidencial levaria em consideração "a significativa solidariedade expressa pela Igreja na Nigéria". O Papa Francisco pediu aos países que deveria haver um "internacionalismo de vacinas", especialmente aos países africanos marcados pelos sofrimentos dos conflitos internos, como a Nigéria. A pandemia, aliada à instabilidade política, e ao aumento do terrorismo fez com que grandes líderes apelassem à paz no país para o enfrentamento da COVID-19, como os bispos católicos da Nigéria, o Papa Francisco e o Secretário-Geral da ONU, António Guterres, e que não foram atendidos.
Durante todo o ano de 2020, ocorreram diversos sequestros de sacerdotes, raptados por homens armados e libertados alguns dias depois, no entanto, houve o caso do padre John Gbakaan, da Diocese de Minna, que acabou sendo assassinado em menos de 24 horas. Em novembro, o padre Matthew Dajo, da Arquidiocese de Abuja, foi sequestrado, e libertado 10 dias depois. Em junho, o arcebispo de Abuja, Ignatius Ayau Kaigama, denunciou a crescente violência sexual contra as mulheres no país. No dia 2 de dezembro, o país foi citado pelo Papa Francisco no Vaticano, que condenou os atentados ocorridos em Koshebe, no estado de Borno, que provocou mais de 100 mortes. "Desejo assegurar a minha oração pela Nigéria, infelizmente mais uma vez ensanguentada por um ataque terrorista", disse o Pontífice. Ao fim do ano, um relatório do governo dos Estados Unidos classificou a Nigéria como "particular preocupação", uma piora de classificação, que antes era considerada "sob vigilância". Em julho, o Cardeal Jean-Claude Hollerich, presidente das Conferências Episcopais da Comunidade Europeia enviou uma carta à Conferência dos Bispos da Nigéria, afim expressar solidariedade para com as comunidades cristãs da Nigéria que "vivem uma situação de ataques contínuos de terroristas, insurgentes e milícias que, em alguns casos, atingem níveis de verdadeira perseguição criminal". Os debates ao nível da comunidade internacional questionam se não se trata, de fato, de um genocídio.
No dia 8 de janeiro de 2021, o seminarista Michael Nnadi, de 18 anos, foi assassinado por bandidos armados, que também sequestraram outros colegas no Seminário Maior do Bom Pastor, no Estado de Kaduna. Os outros colegas foram libertados posteriormente. Ainda em janeiro, o padre John Gbakaan, pároco da Igreja de Santo Antônio de Gulu, na Diocese de Minna, e seu irmão foram atacados por homens desconhecidos, que, apesar de pedirem resgate pelos dois, acabaram sequestrando apenas o irmão do sacerdote, enquanto que o corpo já sem vida do padre foi amarrado à uma árvore. Segundo informações, foi difícil reconhecer o corpo, devido ao número de facadas que ele levou ainda vivo. No mesmo dia, o padre Michael Mbari, residente no sul do país, foi libertado do cativeiro. Em 15 de março do mesmo ano, o diretor do colégio St. George’s em Obinomba, padre Harrison Egwuenu, foi raptado. Em 21 de fevereiro a igreja da Sagrada Família localizada em Kikwari foi queimada por uma gangue armada. Já no dia 30 de março, o padre Ferdinand Fanen Ngugban foi assassinado com um tiro na cabeça, além de seis outras pessoas. Dois meses depois, na noite de 20 de maio, um grupo de homens não identificados invadiu a Paróquia São Vicente Ferrer de Malumfashi, localizada na Diocese de Katsina, ao norte. Várias pessoas ficaram feridas no ataque, e o ex-pároco, padre Joe Keke, de 70 anos, foi sequestrado, e o atual pároco Alphonsus Bello, de 30 anos foi morto. O paradeiro do padre Keke ainda é desconhecido e os sequestradores não entraram em contato. No dia 28 do mesmo mês, a Associação Cristã da Nigéria, da qual faz parte a Igreja Católica, convocou três dias de oração contra a perseguição religiosa aos cristãos na Nigéria. Em agosto, os bispos nigerianos denunciaram o aumento de sequestros, assassinatos e atos de vandalismo, e pediu ao governo que faça mais para combater a violência e a impunidade. No dia 14 de setembro do mesmo ano, o padre Benson Bulus Luka foi sequestrado quando estava na casa paroquial da Paróquia São Mateus, em Anchuna, no estado de Kaduna, ao norte do país. Testemunhas contaram que homens armados invadiram a casa e sequestraram o sacerdote, enquanto outros indivíduos, concomitantemente, atacaram a aldeia de Apiye Jim, matando pelo menos 11 pessoas. Um pastor anglicano foi morto no mesmo dia, e depois teve seu carro incendiado. Em fevereiro os bispos já haviam declarado que não pagariam nenhum resgate para o sequestro de nenhum sacerdote, e que ceder às exigências de sequestradores colocaria em perigo os colaboradores da Igreja Católica. No fim do ano, também houve pela primeira vez o sequestro de um bispo. Dom Moses Chikwe, da Arquidiocese de Owerri, foi libertado seis dias depois do rapto. Na véspera de Natal, o sacerdote Luke Adeleke, de apenas 38 anos e ordenado há apenas quatro, foi morto por um grupo de homens armados quando voltava da missa.

## Organização territorial
O catolicismo está presente no país com nove províncias eclesiásticas, e totalizam 56 circunscrições, sendo nove arquidioceses, 46 dioceses de rito romano e uma eparquia de rito maronita. Abaixo estão listadas essas circunscrições:
| - Arquidiocese de Abuja - Diocese de Gboko - Diocese de Idah - Diocese de Katsina-Ala - Diocese de Lafia - Diocese de Lokoja - Diocese de Makurdi - Diocese de Otukpo - Arquidiocese de Calabar - Diocese de Ikot Ekpene - Diocese de Ogoja - Diocese de Port Harcourt - Diocese de Uyo - Arquidiocese da Cidade do Benim - Diocese de Auchi - Diocese de Bomadi - Diocese de Issele-Uku - Diocese de Uromi - Diocese de Wari | - Arquidiocese de Ibadan - Diocese de Ekiti - Diocese de Ilorin - Diocese de Ondo - Diocese de Osogbo - Diocese de Oyo - Arquidiocese de Jos - Diocese de Bauchi - Diocese de Jalingo - Diocese de Maiduguri - Diocese de Pankshin - Diocese de Shendam - Diocese de Yola - Arquidiocese de Kaduna - Diocese de Cano - Diocese de Kafanchan - Diocese de Kontagora - Diocese de Minna - Diocese de Socoto - Diocese de Zaria | - Arquidiocese de Lagos - Diocese de Abeocutá - Diocese de Ijebu-Ode - Arquidiocese de Onitcha - Diocese de Abakaliki - Diocese de Awgu - Diocese de Awka - Diocese de Enugu - Diocese de Nnewi - Diocese de Nsukka - Arquidiocese de Owerri - Diocese de Aba - Diocese de Ahiara - Diocese de Okigwe - Diocese de Orlu - Diocese de Umuahia - Eparquia da Anunciação de Ibadan |

## Conferência Episcopal
A reunião episcopal do país forma a Conferência dos Bispos Católicos da Nigéria, que foi criada em 1961.

## Nunciatura Apostólica
A Delegação Apostólica da Nigéria foi criada em 1960, foi elevada a pró-nunciatura apostólica em 1976, e, por fim, elevada a Nunciatura Apostólica em 1992.

## Visitas papais
O país foi visitado pelo Papa São João Paulo II em 1982, juntamente com outros países: Benim, Gabão, Guiné Equatorial. Em seu discurso de despedida, no Aeroporto Murtala Mohammed em Lagos, o Papa afirmou:
| “ | Levo comigo a recordação muito viva de uma grande nação, de um povo generoso, de uma Igreja dinâmica, de uma juventude entusiasta e dotada de muitos talentos, de um país que honra a família, respeita os anciãos e olha para os filhos como para uma bênção. Numa palavra, levo comigo a recordação indelével de um país que honra a África, o mundo e a Igreja de Jesus Cristo. | ” |
|   | — Cerimônia de despedida do Papa São João Paulo II da Nigéria. |   |

Em 1998, São João Paulo II retorna ao país, com o intuito de beatificar o nigeriano Cipriano Miguel Iwene Tansi. A viagem ocorreu entre 21 e 23 de março, e o Papa além da cerimônia já mencionada, também se encontrou com autoridades, desempregados e líderes muçulmanos do país. Na época, a mídia levantou a expectativa de que o Santo Padre denunciaria as violações aos direitos humanos que aconteciam na Nigéria, especialmente as prisões políticas. Discutiu-se sobre a relação dos discursos do Papa aos feitos na sua viagem a Cuba, ocorrida dois meses antes.
| “ | Em qualquer sociedade podem surgir desacordos. Por vezes, as disputas e os conflitos que deles derivam adquirem um carácter religioso. Às vezes a própria religião é utilizada sem escrúpulos, com o objetivo de provocar conflitos. A Nigéria conheceu estes conflitos, embora se deva reconhecer com gratidão que, em muitas partes do país, pessoas de diferentes tradições religiosas vivem lado a lado, em boa e pacífica vizinhança. As diferenças étnicas e culturais jamais deveriam ser usadas para justificar os conflitos. Pelo contrário, assim como as várias vozes num coro, tais diferenças podem coexistir em harmonia, contanto que haja um verdadeiro desejo de respeito recíproco. Cristãos e muçulmanos concordam que não pode haver coerção em matérias religiosas. Estamos empenhados em ensinar atitudes de abertura e respeito para com os seguidores das outras religiões. Todavia, a religião pode ser usada erroneamente e, sem dúvida, é dever dos líderes religiosos lutar para que isto não aconteça. Sobretudo, quando se comete violência em nome da religião, devemos explicar a todos que em tais circunstâncias não estamos diante da verdadeira religião. O Onipotente não pode tolerar a destruição da própria imagem nos Seus filhos. Deste lugar no centro da África Ocidental dirijo um apelo a todos os muçulmanos, da mesma forma que exortei os meus Irmãos Bispos e todos os católicos: a amizade e cooperação sejam a nossa inspiração! Trabalhemos juntos em prol de uma nova era de solidariedade e de serviço comum, enfrentando o enorme desafio de construir um mundo melhor, mais justo e humano! Quando surgem problemas a nível local, regional ou nacional, devem-se buscar soluções através do diálogo. Não é porventura este o estilo da tradição africana? Quando os nigerianos de diferentes culturas se reúnem para rezar pelas necessidades do país — cada grupo em conformidade com a sua própria tradição — sabem que estão juntos como um povo unido. Desta forma, honram verdadeiramente o Altíssimo Senhor do céu e da terra. | ” |
|   | — Discurso de São João Paulo II aos líderes muçulmanos da Nigéria.. |   |

## Santos
- Beato Cipriano Miguel Iwene Tansi: pertencia à etnia ibo e nasceu em Aguleri, no estado de Anambra, no ano 1903, e adotou o nome Miguel após sua conversão ao cristianismo, e de Cipriano ao ingressar na ordem dos trapistas. Em 1925 entrou no seminário de São Paulo em Igbarian, e depois de doze anos foi ordenado sacerdote na catedral de Onitcha. Seus maiores esforços foram no trabalho junto à população que praticava a religião tradicional do povo ibo, anunciando-lhe o evangelho. Faleceu em 20 de janeiro de 1964, por um aneurisma de aorta. Em 1988 seu corpo foi levado para a catedral de Onitcha, momento em que uma menina de 17 anos que possuía um grave tumor não operável, tocou em seus restos mortais e foi inexplicavelmente curada, já que após a celebração do solene rito fúnebre, o tumor havia desaparecido. Seu processo de beatificação foi aberto em 1986. Sua beatificação ocorreu em 22 de março de 1998, na segunda visita do Papa São João Paulo II ao país.[56][57][58][59] Na ocasião da missa de beatificação, o Pontífice afirmou:

| “ | A vida e o testemunho do Padre Tansi são fonte de inspiração para todos na Nigéria, País que ele tanto amou. Ele era antes de tudo um homem de Deus: as longas horas passadas diante do Santíssimo Sacramento cumularam o seu coração de amor generoso e corajoso. Os que o conheceram dão testemunho do seu grande amor a Deus. Todos os que se encontraram com ele se sentiram tocados pela sua bondade pessoal. Ele foi também um homem do povo: colocou sempre os outros antes de si mesmo, e esteve especialmente atento às necessidades pastorais das famílias. Assumiu o grande encargo de preparar bem os casais para o sagrado matrimônio e anunciou a importância da castidade. Procurou de todos os modos promover a dignidade das mulheres. De modo especial, considerava preciosa a educação das jovens. | ” |
|   | — Homilia do Papa São João Paulo II na cerimônia de beatificação do padre Cipriano Miguel Iwene Tansi. |   |